# Paul Œttly
Paul Œttly né le 25 juin 1890 à Constantine, en Algérie et mort le 17 mars 1959 à Cliousclat, dans le département de la Drôme, est un acteur et metteur en scène de théâtre français.

## Biographie
Sa famille, originaire d'Ottoberg (de) et établie à Sainte-Marie-aux-Mines au début du XIXe siècle, était protestante. Son grand-père maternel Louis Schilling, né à Dambach d'une famille du Bade-Wurtemberg, était conservateur des forêts à Constantine.
« La famille de Paul Œttly habitait boulevard Victor-Hugo à Constantine quand Paul vint au monde le 25 juin 1890. Études secondaires à Constantine, puis à Bône et à Philippeville. Il a seize ans quand il quitte cette dernière ville. Ses parents l'envoient à l'Institut industriel du Nord de la France, Lille ; (...) Il quitte Lille vers 1910 muni de son diplôme d'ingénieur. Dès son arrivée à Paris, il suit les cours Larcher qui préparent au théâtre. ». Il est engagé par Jules Berny au théâtre des Arts de Paris, au théâtre populaire de Belleville, puis à l'Odéon. Durant la Première guerre mondiale, il « est affecté à la division marocaine et cela lui rapporte une blessure, trois citations, la médaille coloniale et la médaille militaire. La guerre terminée il revient au Vieux-Colombier (...) En 1923, quand le Vieux-Colombier a fermé ses portes, il est engagé par Gémier à l'Odéon où il joue tous les grands rôles du répertoire classique. En sept années, il se produit dans 285 pièces. »
Sa mère, Sarah Œttly, tenait une pension de famille appelée Le Panelier sur la commune du Mazet-Saint-Voy, dans le département de la Haute-Loire. Ce hameau se situe non loin du Chambon-sur-Lignon. L’un des hôtes réguliers de cette pension de famille était le poète Francis Ponge (1899-1988).
La femme de Paul Œttly, Marguerite Faure, était la fille de l'architecte Jean Faure, et la tante de Francine Faure. À partir du mariage de Francine Faure avec Albert Camus en 1940, Paul Œttly devint donc l'oncle par alliance de l'écrivain. C'est pourquoi le futur prix Nobel de littérature s'installa chez Mme Œttly lorsqu'il fut repris d'hémoptysie en 1942. L’un des nombreux services que l'acteur rendit à Camus pendant sa résidence forcée au Panelier fut de le ravitailler en papier, une denrée rare pendant la guerre et essentielle pour l'écrivain. Les deux hommes s'entendaient très bien et allaient souvent à la pêche ensemble. Œttly a participé à la création de toutes les pièces d'Albert Camus.
La fin de la carrière de Paul Œttly a été contrariée par sa surdité.

## Filmographie
- 1932 : Le Jugement de minuit, d'André Charlot et Alexander Esway : Lomond
- 1934 : Adémaï au Moyen Âge, de Jean de Marguenat
- 1934 : L'Aventurier de Marcel L'Herbier : le meneur
- 1937 : Forfaiture, de Marcel L'Herbier : le président du tribunal
- 1941 : Le pavillon brûle, de Jacques de Baroncelli
- 1942 : Le Destin fabuleux de Désirée Clary, de Sacha Guitry : Le chambellan traducteur
- 1942 : Le Capitaine Fracasse de Abel Gance : Matamore
- 1943 : Le Bal des passants de Guillaume Radot : Le bonimenteur
- 1943 : Bonsoir mesdames, bonsoir messieurs de Roland Tual
- 1943 : Douce de Claude Autant-Lara : Le prètre
- 1943 : La Rabouilleuse de Fernand Rivers
- 1945 : Le Jugement dernier de René Chanas : Le professeur Yakotcha
- 1946[réf. nécessaire][2]  : Danse de mort de Marcel Cravenne : le général
- 1947 : Chemins sans lois de Guillaume Radot
- 1947 : Miroir de Raymond Lamy : Ruffat
- 1949 : Au revoir monsieur Grock de Pierre Billon : Wittzec
- 1952 : La Fête à Henriette de Julien Duvivier : Le destin
- 1953 : Touchez pas au grisbi de Jacques Becker : Oscar, le receleur et oncle de Max
- 1953 : A nous deux Paris de Pierre Kast - court métrage -
- 1956 : Le Sang à la tête de Gilles Grangier : Vauquier

## Théâtre

### Comédien
- 1911 : L'Oiseau bleu de Maurice Maeterlinck, mise en scène Firmin Gémier, Théâtre Réjane
- 1912 : La Foi d'Eugène Brieux, Théâtre de l'Odéon
- 1912 : Troïlus et Cressida de William Shakespeare, Théâtre de l'Odéon
- 1912 : L'Honneur japonais de Paul Anthelme, Théâtre de l'Odéon
- 1914 : La Nuit des rois de William Shakespeare, mise en scène Jacques Copeau, Théâtre du Vieux-Colombier
- 1920 : Le Conte d'hiver de William Shakespeare, mise en scène Jacques Copeau, Théâtre du Vieux-Colombier
- 1920 : Cromedeyre-le-Vieil de Jules Romains, mise en scène Jacques Copeau, Théâtre du Vieux-Colombier
- 1921 : La Dauphine de François Porché, Théâtre du Vieux-Colombier
- 1922 : L'Amour livre d'or d'Alexis Nikolaïevitch Tolstoï, mise en scène Nathalie Boutkovsky, Théâtre du Vieux-Colombier
- 1922 : Les Plaisirs du hasard de René Benjamin, mise en scène Jacques Copeau, Théâtre du Vieux-Colombier
- 1924 : L'Invitation au voyage de Jean-Jacques Bernard, mise en scène Gaston Baty, Théâtre de l'Odéon
- 1924 : Jésus de Nazareth de Paul Demasy, mise en scène Firmin Gémier, Théâtre de l'Odéon
- 1924 : Ysabeau de Paul Fort, mise en scène Firmin Gémier, Théâtre de l'Odéon
- 1925 : Des yeux qui s'ouvrent de Karen Bramson, Théâtre de l'Odéon
- 1926 : Parmi les loups  de Georges-Gustave Toudouze, mise en scène Firmin Gémier, Théâtre de l'Odéon
- 1926 : Le Dernier Empereur de Jean-Richard Bloch, mise en scène Armand Bour, Théâtre de l'Odéon
- 1928 : Le Jeu de l'amour et de la mort de Romain Rolland, mise en scène Firmin Gémier, Théâtre de l'Odéon
- 1931 : Madame Sans Gêne de Victorien Sardou et Émile Moreau, Théâtre de l'Odéon
- 1932 : La Tour de Nesles d'après Alexandre Dumas, Théâtre de la Porte-Saint-Martin
- 1932 : L'Affaire des poisons de Victorien Sardou, Théâtre de l'Odéon
- 1932 : Le Favori de Martial Piéchaud, Théâtre de l'Odéon
- 1933 : Napoléon de Saint-Georges de Bouhélier, Théâtre de l'Odéon
- 1934 : Amphitryon 38 de Jean Giraudoux, mise en scène Louis Jouvet, Théâtre de l'Athénée
- 1936 : Elizabeth, la femme sans homme d'André Josset, mise en scène René Rocher, Théâtre du Vieux-Colombier
- 1937 : Les Borgia, famille étrange d'André Josset, mise en scène René Rocher, Théâtre du Vieux-Colombier
- 1937 : Philoctète d'André Gide, dans le cadre de l'Exposition spécialisée de 1937
- 1942 : Mademoiselle de Panama de Marcel Achard, mise en scène Marcel Herrand, Théâtre des Mathurins
- 1942 : Les Pirates de Paris de Michel Daxiat, Théâtre de l'Ambigu
- 1943 : Les Mouches de Jean-Paul Sartre, mise en scène Charles Dullin, Théâtre Sarah-Bernhardt
- 1943 : À la gloire d'Antoine de Sacha Guitry, Théâtre Antoine
- 1944 : Le Malentendu d'Albert Camus, mise en scène Marcel Herrand, Théâtre des Mathurins
- 1944 : Cinna de Pierre Corneille, Versailles
- 1945 : Les Frères Karamazov d'après Dostoïevski, mise en scène André Barsacq, Théâtre de l'Atelier
- 1945 : L'Agrippa ou la folle journée de et mise en scène André Barsacq, Théâtre de l'Atelier
- 1947 : Antigone de Jean Anouilh, mise en scène André Barsacq, Théâtre de l'Atelier
- 1949 : Le Pain dur de Paul Claudel, mise en scène André Barsacq, Théâtre de l'Atelier
- 1949 : Moby Dick d'après Herman Melville, mise en scène Paul Œttly, Théâtre Hébertot : Capitaine Achab
- 1949 : Les Justes d'Albert Camus, mise en scène Paul Œttly, Théâtre Hébertot - Skouratov
- 1951 : Colombe de Jean Anouilh, mise en scène André Barsacq, Théâtre de l'Atelier
- 1952 : Quarante et quatre de Jean Davray, mise en scène Raymond Rouleau, Théâtre Michel
- 1952 : Montorgueil de René Catroux, Théâtre Charles de Rochefort
- 1953 : La Dévotion à la croix de Pedro Calderón de la Barca, mise en scène Marcel Herrand, Festival d'Angers
- 1954 : La Mouette de Tchekhov, mise en scène André Barsacq, Théâtre de l'Atelier
- 1954 : Colombe de Jean Anouilh, mise en scène André Barsacq, Théâtre des Célestins, Théâtre de l'Atelier
- 1955 : La Mouette d'Anton Tchekhov, mise en scène André Barsacq, Théâtre de l'Atelier
- 1955 : Caterina de Félicien Marceau, mise en scène André Barsacq, Théâtre de l'Atelier
- 1957 : La Mamma d'André Roussin, mise en scène de l'auteur, Théâtre de la Madeleine

### Metteur en scène
- 1945 : Caligula d'Albert Camus, Théâtre Hébertot
- 1946 : Des souris et des hommes d'après John Steinbeck, Théâtre Hébertot, Théâtre Édouard VII en 1947
- 1946 : David et Bethsabée de Marcel Ollivier, Théâtre de Poche
- 1947 : Tous les chemins mènent au ciel de Suzanne Lilar, Théâtre Hébertot
- 1948 : Le Maître de Santiago d'Henry de Montherlant, Théâtre Hébertot, Théâtre royal du Parc Bruxelles
- 1949 : Moby Dick d'après Herman Melville, Théâtre Hébertot
- 1949 : Les Justes d'Albert Camus, Théâtre Hébertot
- 1950 : Hamlet de William Shakespeare